# دختر پرروی من (فیلم ۲۰۰۱)
دختر پرروی من (به انگلیسی: My Sassy Girl) فیلمی محصول سال ۲۰۰۱ و به کارگردانی کواک جائه-یونگ است. در این فیلم بازیگرانی همچون جون جی-هیون، چا تائه هیون ایفای نقش کرده‌اند.
در سال ۲۰۰۸ فیلم آمریکایی دختر پرروی من که بازسازی همین فیلم است.